# Sukamantri (Sukamantri)
Sukamantri is een bestuurslaag in het regentschap Ciamis van de provincie West-Java, Indonesië. Sukamantri telt 4011 inwoners (volkstelling 2010).